# ジェフレイ・ガイマール
ジェフレイ・ガイマール（Geffrei Gaimar、fl.1130-40年頃）は、アングロ＝ノルマン人の年代記著述家。
主著の『アングル人の歴史』(L'Estoire des Engles、1136年から1140年頃成立）は、八音節二行連句からなる全6,526行の韻文史である。この古英語からアングロ＝ノルマン語へ翻案を試みた業績が、のちの中世文学や史書に足跡を残した。
また、その前編としてジェフリー・オブ・モンマス著『ブリタニア列王史』のアングロ＝ノルマン語訳をウァースよりも早期に完成させたが、それはウァースの『ブリュ物語』に凌駕され、後世に残らなかった。しかし『アングル人の歴史』の冒頭にみえるアーサー王や名剣カリバーンなどへの言及はその名残だと考察されている。
ジョフリ・ガイマー、ジェフリー・ガイマーなどとも異表記される。

## 作品の概要
『アングル人の歴史』の前半の約3,594行目までは（冒頭にアーサー王にも手短に触れつつデーン人ハヴェロック物語を収録することをのぞけば）アングロサクソン年代記の異本から翻案された内容である。後半部は、何らかの（ラテン語や古フランス語）の史料を元にしていると思われるが特定できていない。
ガイマールは、独自の作によるブリュ伝説を完成させたと主張しているが、それはつまりジェフリー・オブ・モンマスの『ブリタニア列王史』をアングロ＝ノルマン語に翻案したもので、リンカンシャーの名士ラルフ・フィツギルバートの妻、コンスタンス婦人が依頼にもとづくものである。もし実在したならば、ウァースの『ブリュ物語』(1155年頃)よりも古い年間に遡ることになるが、『ガイマールのブリュ』(通称「ブリタニア人の歴史」L'Estoire des Bretons)の書写例は一点たりとも現存しない。
誤解のないように説明すると、『アングル人の歴史』と『ブリタニア人の歴史』はもとは2つに分かれていた作品ではない。ガイマールはそもそもコンスタンス婦人から、『ブリタニア列王史』の内容を原文ラテン語ではなく母語で読みたいという要請を受けた。ところがガイマールは受注内容を拡張し、イアーソーンらアルゴナウタイによる金羊毛の探求の故事から、ウィリアム2世赤顔王(1100年没)の統治に至る壮大な作品を企画した。皮肉にも当初の依頼であった、ガイマール版『ブリュ』は後世に伝わらず、アングロ=サクソン時代の部分のみがウァースの続篇という位置づけで書写され続けたのである。そして13世紀後葉の大英図書館所蔵 Royal 13 A xx i 写本の書写性がもちいた表題『アングル人の歴史』( Estoire des Engles)が、残存する部分の通称題名として用いられることになったのだ。
その通称にならい、失われた部分のことを『ブリタニア人の歴史〔エストワール・デ・ブルトン〕』などと呼称したのは、イズレイル・ゴランツなど19世紀の研究家たちである。 
ゴランツなどによれば、『アングル人の歴史』の冒頭にあるデーン人ハヴェロック物語は、本来はブリタニア人の歴史の部分とアングロ=サクソン人の歴史の部分をうまくつなぐために挿入されたものだという。中英詩『ハヴェロック』と異なり、ガイマール版ではハヴェロックの運命にアーサー王が関わっている（アーサー王が滅ぼしたデンマーク王国が、本来ハヴェロックが王位を継ぐ国だという設定である）。また、ガイマールは作中でアーサーの名剣カリバーン (Caliburc) すなわちエクスカリバーについても触れており、ウァースより疾く既にアーサー王物語を知悉していたことがうかがえる。

### 補注
1. ↑  または"1136-37年頃活躍"とする文献もある:Ian Short, "Gaimar, Geffrei", Oxford Dictionary of National Biography, Oxford University Press, 2004.
2. ↑  Ritsonは"poet anterior to Wace, etc."とする。
3. ↑  中英詩の他にも、ガイマール版とは異本のアングロ=ノルマン詩（レー）も存在するが、ガイマール版から派生した後世の作とみなされている。参: Fahnestock, Edith (1915). A study of the sources and composition of the old French Lai d'Haveloc. Jamaica, New York: The Marion Press